# South Passage
Le South Passage est une goélette à gréement aurique, construite en Australie en 1993 . C'est un navire-école destiné à la formation d'adolescents de 14 à 17 ans.

## Histoire
Il a participé à la Sydney-Auckland Tall Ships Regatta 2013.